# Jens Zachariassen
Jens Alexander Zachariassen (né le 24 mai 1839 à Broager (en) - décédé le 14 juin 1902 à Uusikaupunki) est un facteur d'orgues danois.

## Biographie
Jens Zachariassen s'est installé en Finlande à partir de 1865.

## Fabrique d'orgues Jens Zachariassen
La fabrique Jens Zachariassen a fonctionné à Uusikaupunki de 1870 à 1923 et a fabriqué plus de 110 orgues dont il reste une vingtaine en Finlande.
Parmi les plus remarquables citons les orgues de l'église centrale de Pori, de la cathédrale de Viipuri (fi), de l'église de Loviisa.